# بيشوب دبليو. بيركنز
بيشوب دبليو. بيركنز (بالإنجليزية: Bishop W. Perkins)‏ هو قاضي ومحامي وسياسي أمريكي، ولد في 18 أكتوبر 1841 في روتشستر في الولايات المتحدة، وتوفي في 20 يونيو 1894 في واشنطن العاصمة في الولايات المتحدة. نشط حزبياً في الحزب الجمهوري. وقد انتخب عضو مجلس النواب الأمريكي وانتخب عضو مجلس الشيوخ الأمريكي.